# Eparchia workucka
Eparchia workucka – jedna z eparchii Rosyjskiego Kościoła Prawosławnego, z siedzibą w Workucie.
Utworzona 16 kwietnia 2016 postanowieniem Świętego Synodu, poprzez wydzielenie z eparchii syktywkarskiej. Obejmuje północną część terytorium Republiki Komi.
Ordynariusz eparchii nosi tytuł biskupa workuckiego i usińskiego. Pierwszym zwierzchnikiem administratury został 24 kwietnia 2016 Jan (Rudenko); sprawował urząd do 28 grudnia 2017 r. Jego następcą jest od 8 stycznia 2018 r. Marek (Dawletow). 
Funkcje katedralne eparchii pełni sobór Iwerskiej Ikony Matki Bożej w Workucie; przyszłą katedrą będzie budowany (od 2016) w tym mieście sobór Chrystusa Zbawiciela.